# Ingermanländska kriget
Ingermanländska kriget mellan Sverige och Ryssland, som pågick mellan 1610 och 1617 kan betraktas som en del av Stora oredan, känt bland annat för försöket att sätta en svensk hertig på den ryska tsartronen. Det slutade med stora landvinster för Sverige i freden i Stolbova och var en av grunderna till bildandet av svenska stormaktstiden.

## Bakgrund
Under den ryska stora oredan, skickade Karl IX en expeditionshär under riksmarsk Jakob De la Gardie för att ta den ryska fästningen Staraja Ladoga. När nyheten om att hären anlänt till Ingermanland kom, bad Novgorod kungen att sätta en av sina söner — Karl Filip eller Gustav Adolf — som tsar, och med denna förutsättning lät de staden intas av De la Gardie.
Vasilij IV av Ryssland, som var belägrad i Moskva, ingick då en allians med Karl IX, som också var inblandad i ett krig mot Polen. Tsaren lovade att avträda Kexholms län till Sverige i gengäld mot militärt stöd mot Falske Dimitrij II och polackerna. De la Gardie enade sina styrkor med den ryske fältherren Mikhail Skopin-Sjujskij och marscherade från Novgorod mot Moskva för att undsätta tsaren.
Sveriges inblandning i Ryssland gav Sigismund III av Polen en förevändning för att förklara krig mot Ryssland. Polackerna stred mot den samlade rysk-svenska hären vid Klusjino och förintade större delen av den muskovitiska hären; de svenska legoknektarna som tog del i De la Gardieska fälttåget lade ner sina vapen (juli 1610). Slaget hade allvarliga konsekvenser för Ryssland: tsaren avsattes av bojarerna och polackerna ockuperade Kreml.

## Kriget
Jacob De la Gardie och Karl IX var inte nöjda med det föregående anfallet. I augusti 1610 gick De la Gardie med en armé på 7 000 man mot Ivangorod och belägrade staden. Pierre De la Ville och en liten armé sändes mot Ladoga. De utländska trupperna hade dock inte fått lön på länge och var därför opålitliga. De svenska och finska soldaterna var ovilliga att tjänstgöra borta i Ryssland. Senare på hösten så lämnade alla utom 600 soldater belägringen. Ryssarna erbjöd dock vapenstillestånd. Staraja Ladoga föll så i svenska händer. Den 27 januari 1611 gick De la Gardie in i Ryssland igen och tog Kexholm, för att sedan marschera mot Novgorod. De la Gardie kallade in överste Evert Horn och 1 000 man. Den 15 juli gick de till anfall mot staden, efter vilken Novgorod faller i svenska händer.
Tichvin och Staraja Russa föll i svenska händer, varpå den svenska hären vände mot Pskov, där de misslyckas att ta staden. Ryssarna var nu inställda på att Karl Filip skulle bli rysk tsar. Samtidigt kröntes Gustav II Adolf till svensk kung efter Karl IX:s död. Den unge kungen bestämde sig för att driva igenom sin brors anspråk på den ryska tronen även efter det att polackerna drivits ut ur Moskva i ett uppror 1612 och Mikhail Romanov blivit utsedd till ny tsar.
Medan de svenska statsmännen föreställde sig ett baltiskt herravälde som sträckte sig hela vägen till Archangelsk och Vologda, betraktade De la Gardie och andra svenska soldater, som fortfarande höll Novgorod och Ingermanland, kriget som en reaktion på den utlovade men uteblivna betalningen för insatserna i De la Gardieska fälttåget.
1613 tågade svenska hären mot Tichvin och belägrade staden, men stöttes bort. Den ryska motoffensiven misslyckades dock att inta Novgorod. Den ryske tsaren vägrade att delta i fältslag med sin här och kriget malde på till 1614 då svenskarna intog Gdov. Nästa år belägrade de Pskov men de ryska generalerna Morozov och Buturlin försvarade sig framgångsrikt fram till 27 februari 1617, då Freden i Stolbova berövade Ryssland tillgång till Östersjön och tilldelade Sverige landskapet Ingermanland samt städerna Ivangorod, Jama, Koporje och Nöteborg. Novgorod och Gdov återlämnades till Ryssland.

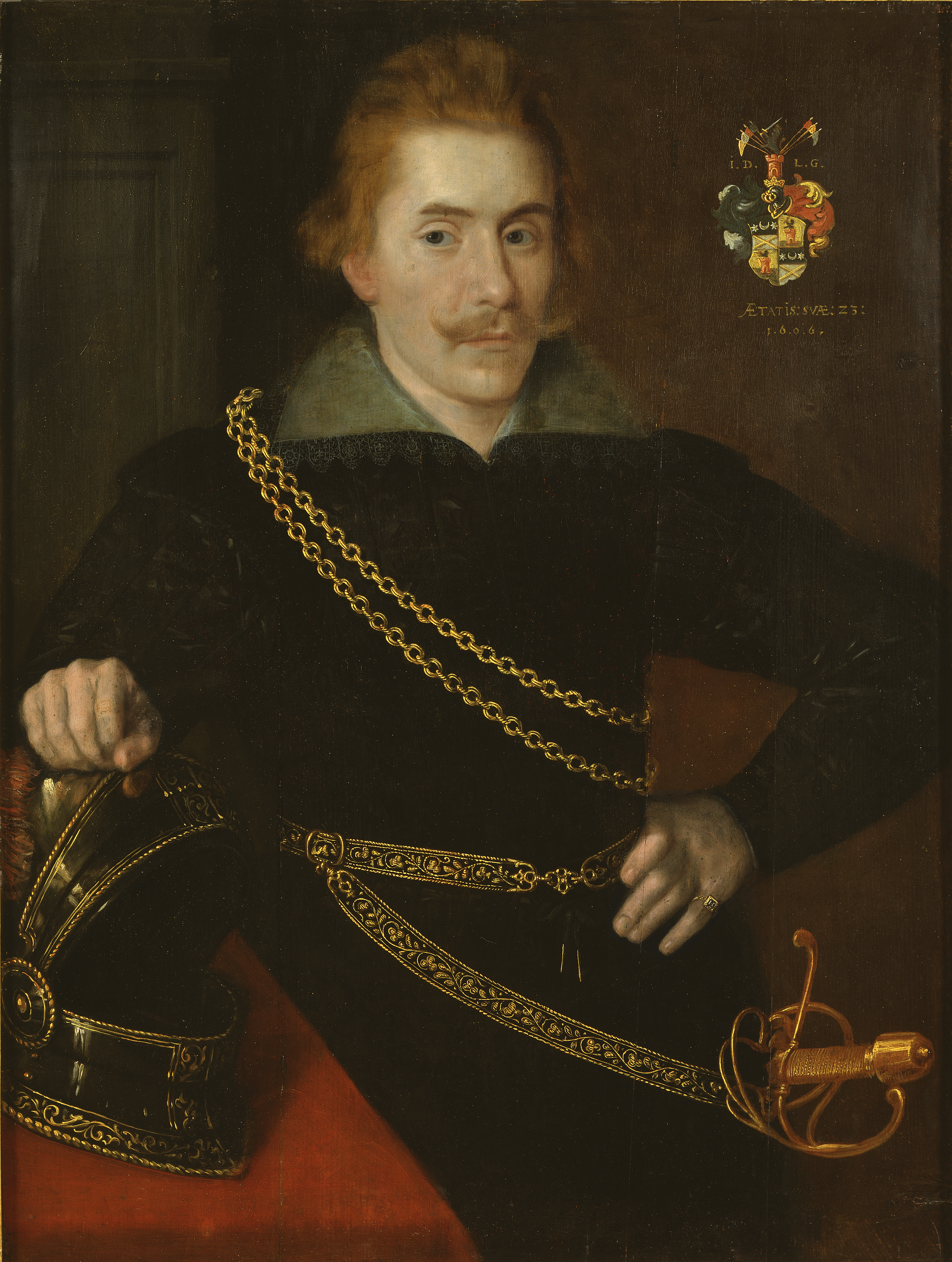
Jacob De la Gardie
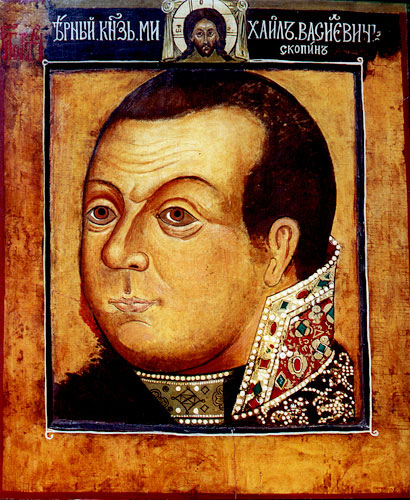
Mikhail Skopin-Sjujskij
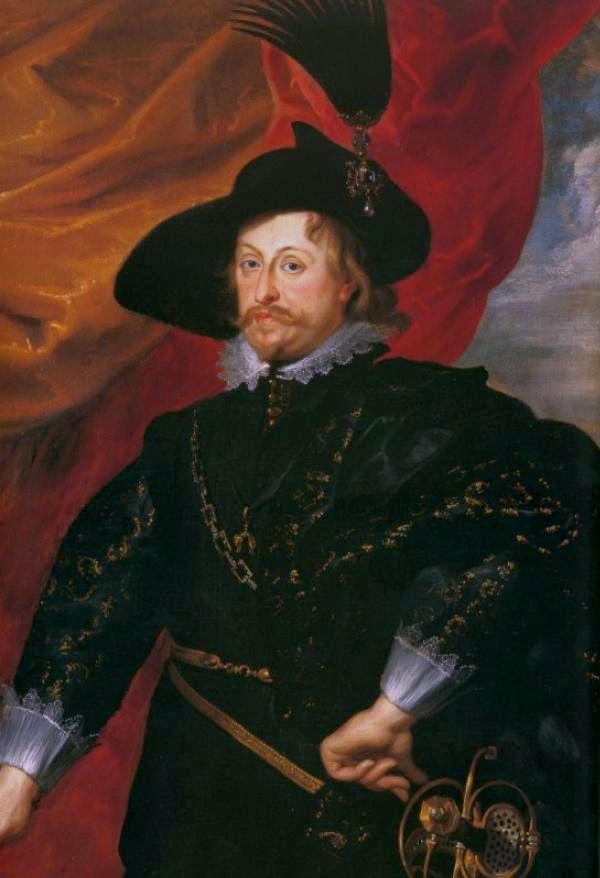
Vladislav IV
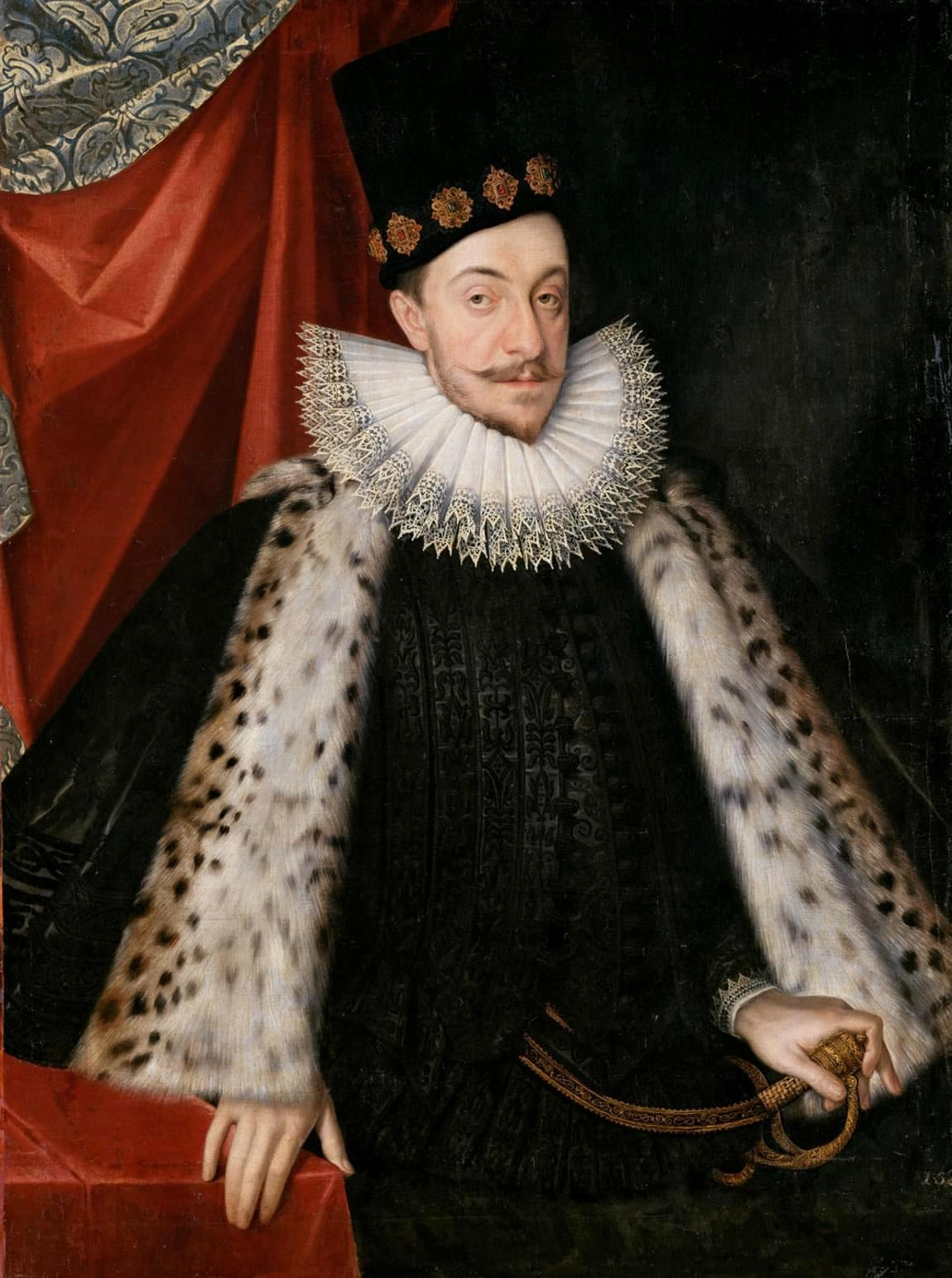
Sigismund III
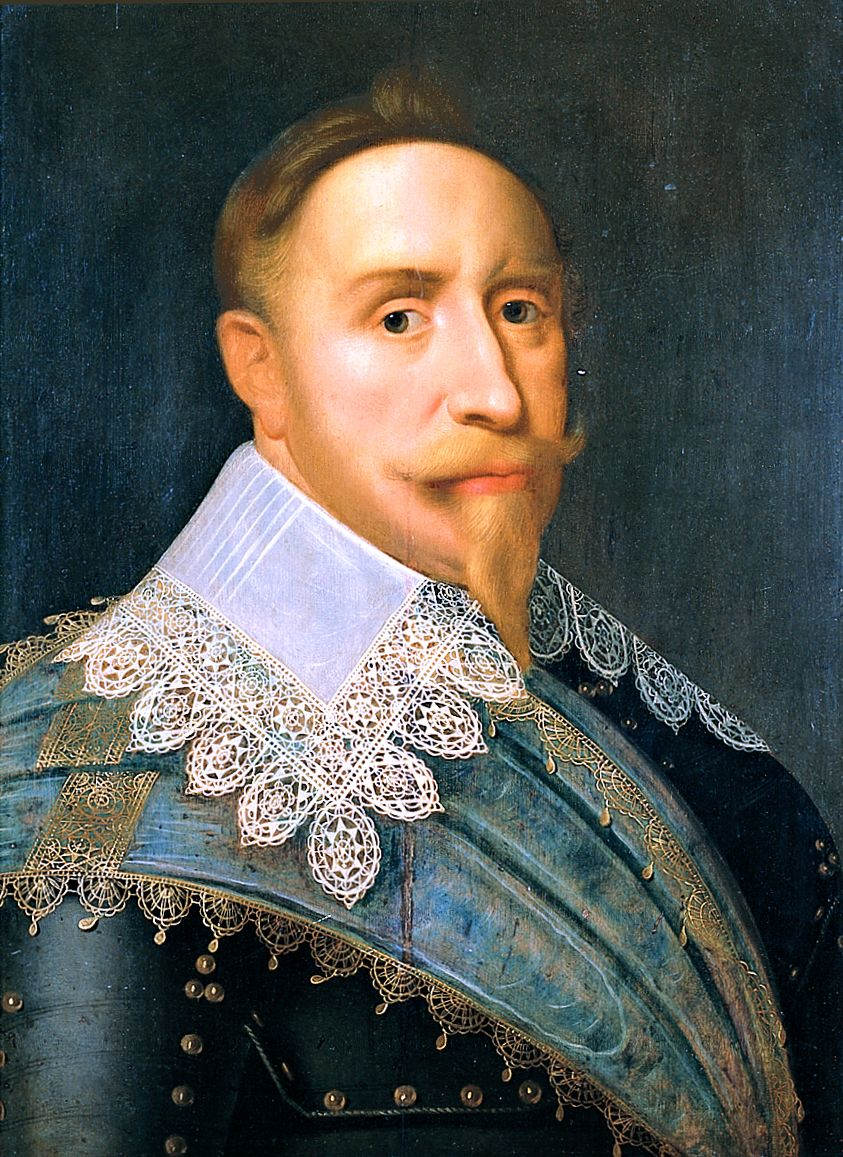
Gustav II Adolf

## Resultat
Landvinningarna gjorde Sverige granne med Polen, och rivaliteten mellan nationerna förstärktes. Sveriges stormaktsambitioner att göra Östersjön till ett innanhav och inblandning i Trettioåriga kriget försatte landet i konflikt med Polen, Danmark och Tyska Riket under hela 1600-talet. Som följd av kriget miste Ryssland tillgång till havet i ett sekel, trots envisa försök att ändra på situationen. Det blev Peter den Stores livsuppgift att bryta sig igenom den svenska kringgärdningen och grunda Sankt Petersburg på Östersjöns strand.